# Gewone boerenwormkruidgalmug
De gewone boerenwormkruidgalmug (Rhopalomyia tanaceticola) is een muggensoort uit de familie van de galmuggen (Cecidomyiidae). De wetenschappelijke naam van de soort is voor het eerst geldig gepubliceerd in 1879 door Karsch.